# 锡盖特堡战役
锡盖特堡战役（匈牙利語：Szigetvár ostroma），又譯作錫蓋特堡之圍，是鄂圖曼帝國對匈牙利王國錫蓋特堡進行的一場圍攻，它阻挡了蘇萊曼大帝征服維也納的目標。該戰役由前克羅埃西亞總督尼古拉·舒比奇·茲林斯基領導的哈布斯堡君主國軍隊，抵抗由蘇丹蘇萊曼大帝（鄂圖曼土耳其語：‎，羅馬化：Süleymān）之名義下統領的鄂圖曼帝國軍隊。
第一次摩哈赤戰役之後，作為獨立的匈牙利王國不復存在，斐迪南一世被匈牙利與克羅埃西亞貴族選為國王。隨之而來地是哈布斯堡王朝與其盟友與鄂圖曼帝國的一系列衝突。雙方在匈牙利的一系列戰事中打得筋疲力盡，而鄂圖曼帝國一直進攻到錫蓋特堡才停止。
1566年1月是蘇萊曼最後一次的出征。锡盖特堡战役從1566年8月5日打到9月8日，雖然最後鄂圖曼取得了勝利，但是雙方都損失慘重，雙方的領導者都在戰鬥中喪生──茲林斯基是在戰場上犧牲，而蘇萊曼則是因自然因素駕崩。該戰役造成兩萬以上鄂圖曼人陣亡，錫蓋特堡2300名駐軍幾乎陣亡，最後的六百人大部分都在最後一天被殺。儘管該戰役是由鄂圖曼帝國取得了這場勝利，但是它阻止了鄂圖曼帝國當年對維也納的進發──該帝國一直到1683年才再次進發維也納。
这场战役的重要性被认为是如此之大，以至于法國的牧師兼政治家黎希留將其描述為「拯救（西方）文明的戰役」。直到今日，該戰役仍然留名在匈牙利與克羅埃西亞間，並成為匈牙利史詩《錫蓋特之圍》及克羅埃西亞歌劇《尼古拉·舒比奇·茲林斯基》的靈感來源。

## 背景

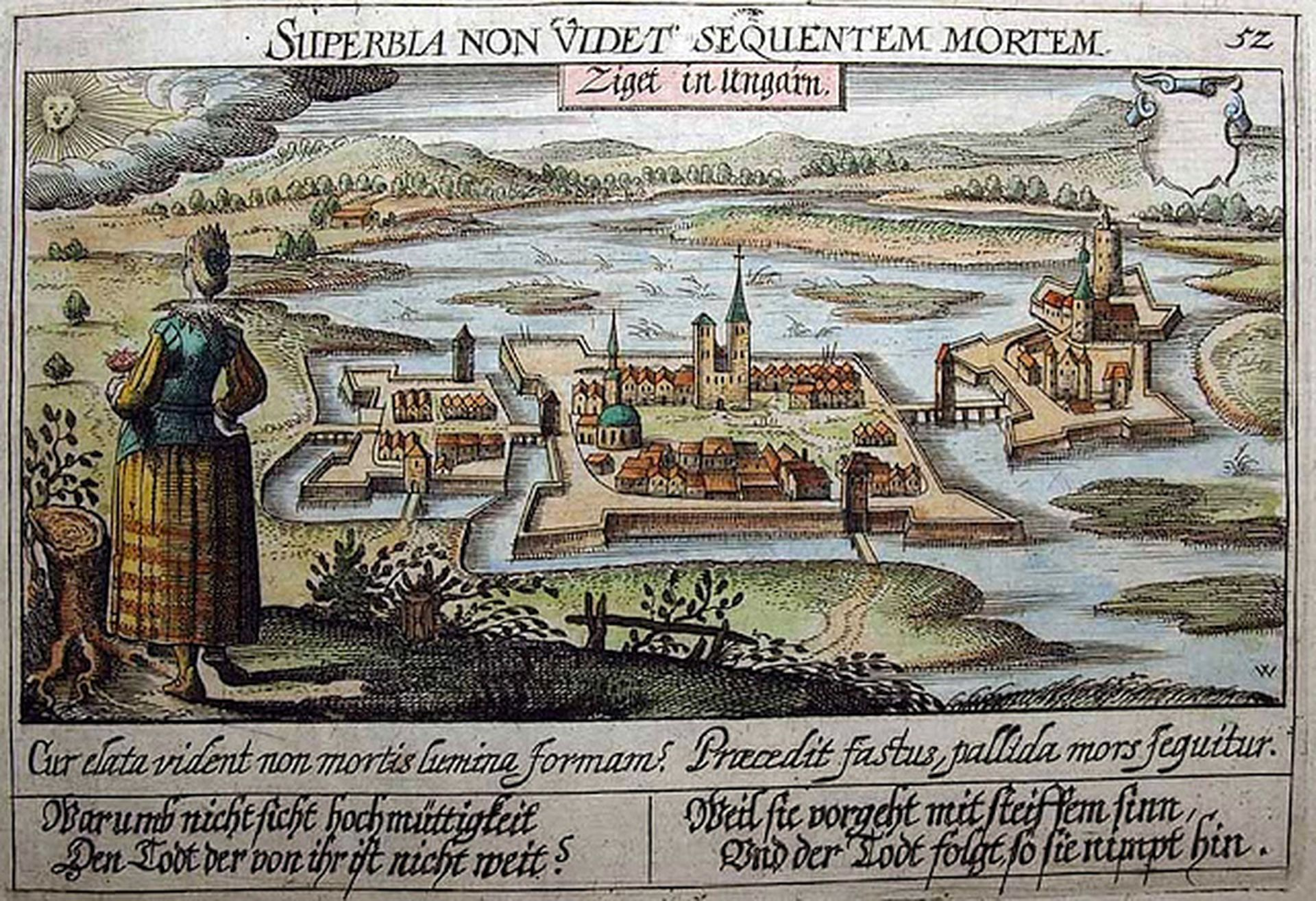
丹尼爾·邁斯納和埃伯哈德·基瑟對錫蓋特堡的藝術印象（1625年）

1526年8月29日，由匈牙利國王拉約什二世率領的匈牙利軍隊在第一次摩哈赤戰役中被蘇丹苏莱曼大帝率領的鄂圖曼帝國軍隊擊敗，該國王最後死於这场导致獨立的匈牙利王国灭亡的戰鬥中，因為其膝下並無子嗣。至此匈牙利與克羅埃西亞地區成了爭議領土，哈布斯堡君主國與鄂圖曼帝國紛紛宣稱擁有該地區之主權。其中，哈布斯堡王朝的斐迪南一世──神聖羅馬皇帝查理五世的弟弟──娶了拉約什二世的妹妹，後被匈牙利與克羅埃西亞之貴族推舉為國王。1527年1月1日，克羅埃西亞貴族在采廷進行選舉，在該選舉中，他們一致決定讓斐迪南一世成為國王，並確定他和其繼承人之繼承權。作為回報，斐迪南一世承諾會尊重克羅埃西亞人與匈牙利王國聯合以來所擁有的權利、自由、法律和習俗，並保衛克羅埃西亞免受鄂圖曼帝國侵犯。
匈牙利方面，該國王位成為斐迪南一世與來自外西凡尼亞的扎波堯伊·亞諾什之爭端主題──後者曾被蘇萊曼大帝保證會讓他成為整個匈牙利的統治者。斐迪南一世著手執行他對匈牙利的控制，並於1527年從約翰·扎波利亞手中奪取了布達，然到了1529年，鄂圖曼帝國的反擊使斐迪南一世丟失了他曾得到的領土，並放棄了對那些領土的聲張。1529年是蘇萊曼大帝第一次嘗試圍攻維也納──該戰役象徵鄂圖曼帝國的極盛，及該帝國最大程度的中歐擴張事業。

### 小型戰事

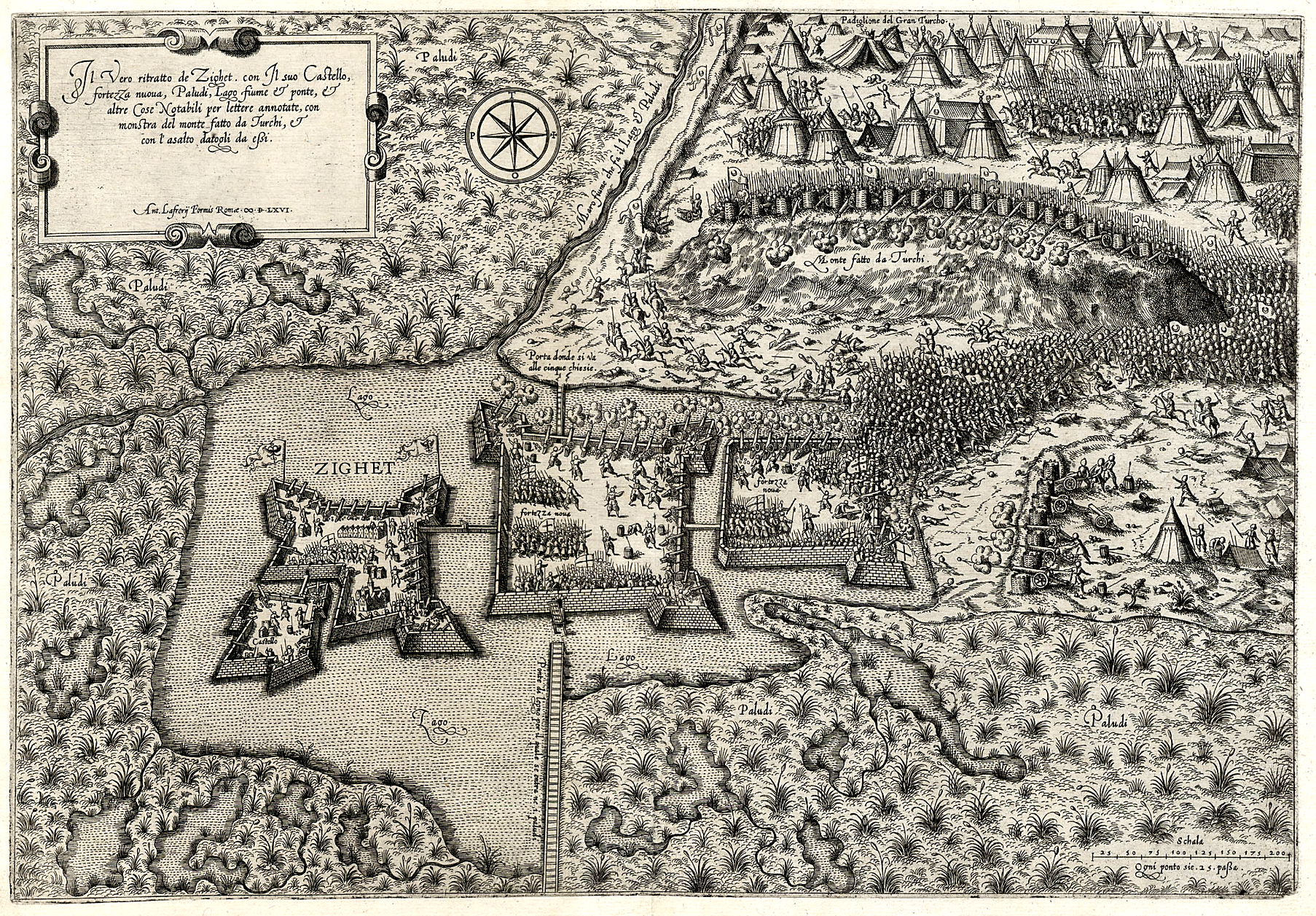
安東尼奧·拉弗雷對锡盖特堡戰役的藝術印象（1566年）

1529年至1552年這段期間的戰事被統稱為「小型戰事」。在1529年蘇萊曼圍攻維也納失敗後，斐迪南在隔年發動反擊，重新獲得主動權。儘管在進攻布達時被約翰·扎波利亞擊退，但斐迪南在其他地方取得了成功，即佔領了重要的戰略要點：一座沿多瑙河沿岸的格蘭（埃斯泰爾戈姆）堡和其他堡壘。
作為回應，蘇萊曼大帝於1532年，率領超過12萬之龐大軍隊再次圍攻維也納。斐迪南撤回他的軍隊，並留下只有幾支槍枝的700人守衛克塞格，然，當時鄂圖曼帝國之大維齊爾帕爾加勒·易卜拉欣帕夏並不知克塞格的防守力量是多麼的不堪一擊。在開始攻佔克塞格時，蘇萊曼加入了進攻行列。在超過25天的時間裡，克羅埃西亞城主尼古拉·尤里希奇和他的800名克羅埃西亞守軍撐過了19次全面進攻和超過120000名鄂圖曼軍隊的重重轟炸。最後該城被以有利之條件投降，儘管該提議被否決，然而鄂圖曼軍隊的撤退，導致了和平條約的達成。因為該原因，約翰·扎波利亞在為鄂圖曼之附庸之事實下仍被哈布斯堡王朝承認為匈牙利國王。
然該條約始終沒有令約翰·扎波利亞或斐迪南滿意，雙方兵馬在邊界上發動了一連串小規模衝突。1537年，斐迪南違反條約在奧西耶克襲擊了約翰的軍隊，該圍攻為一場與莫哈奇事件相同的灾难，鄂圖曼的援軍很快就粉碎了奧地利軍隊。然蘇萊曼沒有再次攻擊維也納，而是攻擊了南義大利的奧特朗托，隨後在1538年的普雷韦扎海战中，鄂圖曼帝國再次擊敗了哈布斯堡王朝領導的聯軍。
1540年約翰·扎波利亞去世，由他年幼之子約翰二世·齊格蒙特·扎波利亞繼位。在約翰二世統治該國的大部分時間中，都是由其母伊莎貝拉·雅蓋隆卡聽政，並仍得到了蘇萊曼支持，之後約翰二世一直是名義上的匈牙利國王，直到他在1570年宣布退位並將該國歸還哈布斯堡王朝統治。
1541年布達之圍時，哈布斯堡家族又遭受了一次屈辱的失败，当时奥斯曼人回应了伊莎贝拉·雅蓋隆卡的求援。1543年4月，蘇萊曼在匈牙利發動了另一場戰役，奪回了布蘭和其他堡壘，並將匈牙利的大部分地區交還至鄂圖曼帝國之控制範圍。1543年8月，鄂圖曼帝國在埃斯泰爾戈姆之圍獲得勝利，並佔領了三個匈牙利城市：塞克什白堡、希克洛什與塞格德，為布達提供更多的安全保障。
鄂圖曼與哈布斯堡的另一項和平條約一直持續至1552年，此時蘇萊曼已經決定要進攻埃格爾，然圍城戰的結果很不理想，哈布斯堡的勝利扭轉了先前戰事的劣勢。他們對該城市的保留使奧地利人有充分的理由相信匈牙利仍然是有爭議的領土，並且後來鄂圖曼帝國也暫時結束在匈牙利的戰事，直至1566年重新開始。

## 1566年之戰事

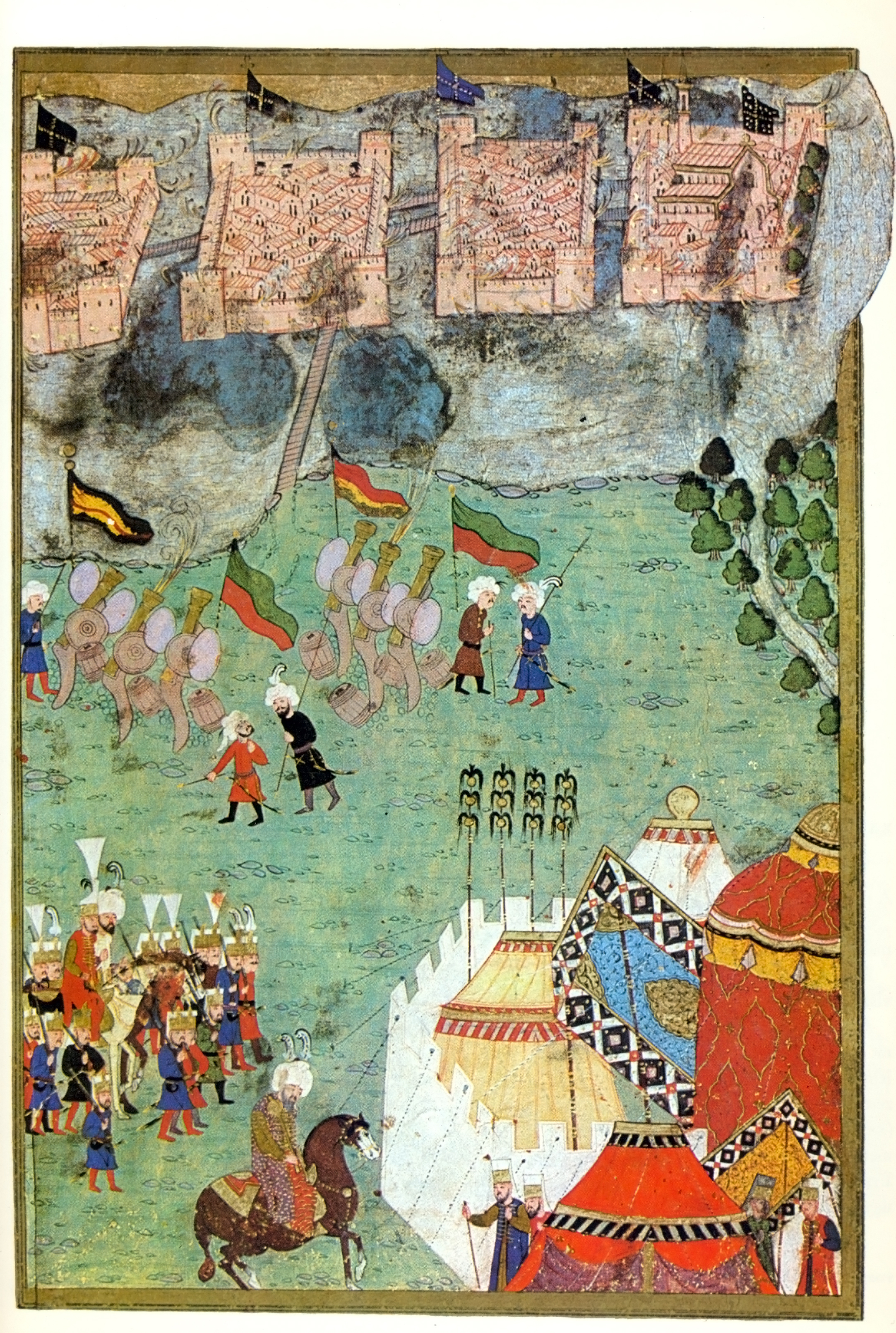
顯示圍城前的錫蓋特堡之細密畫（16世紀）

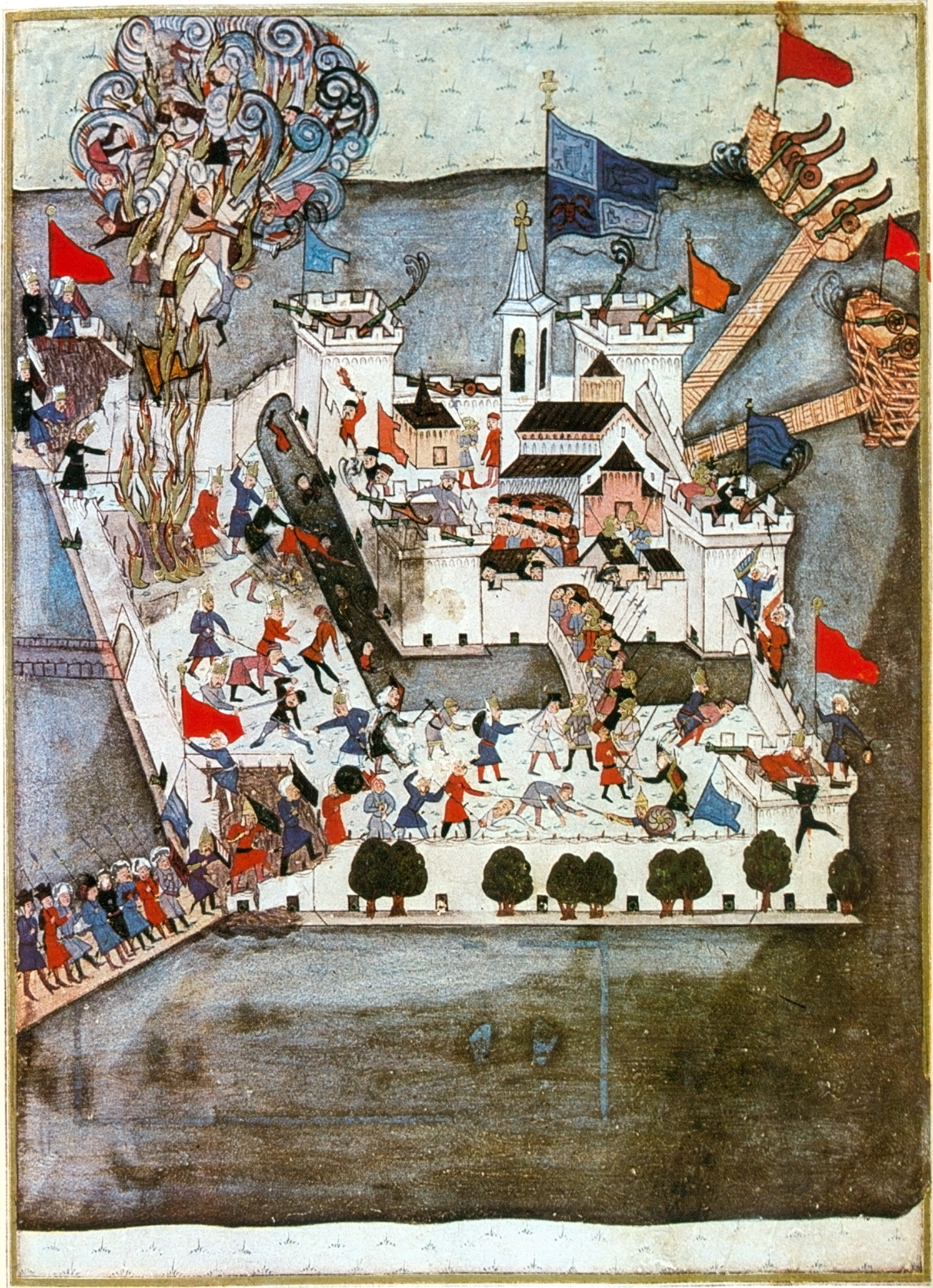
顯示錫蓋特堡之圍之細密畫（16世紀）

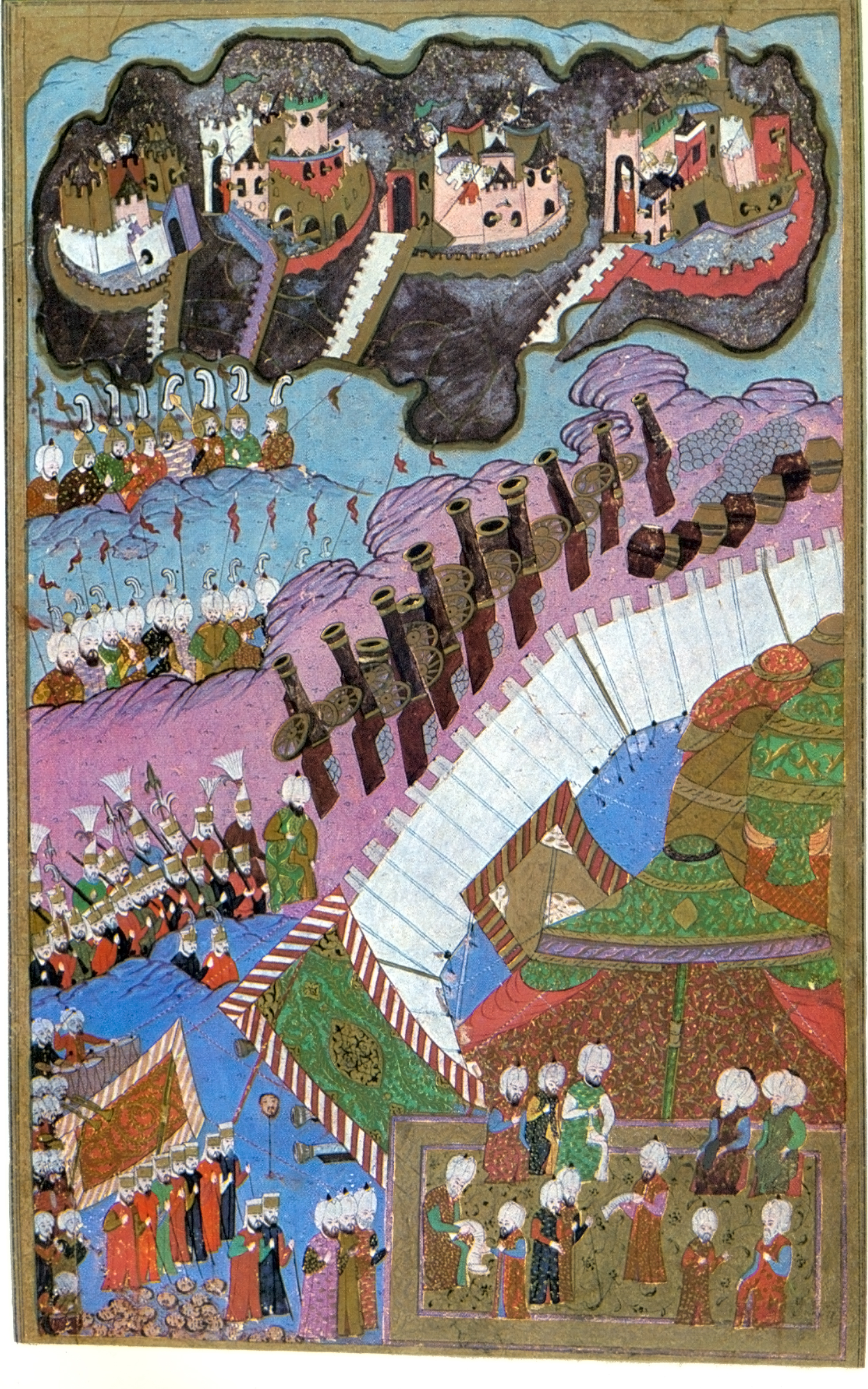
顯示錫蓋特堡之圍後的鄂圖曼理事會會議之細密畫（16世紀）

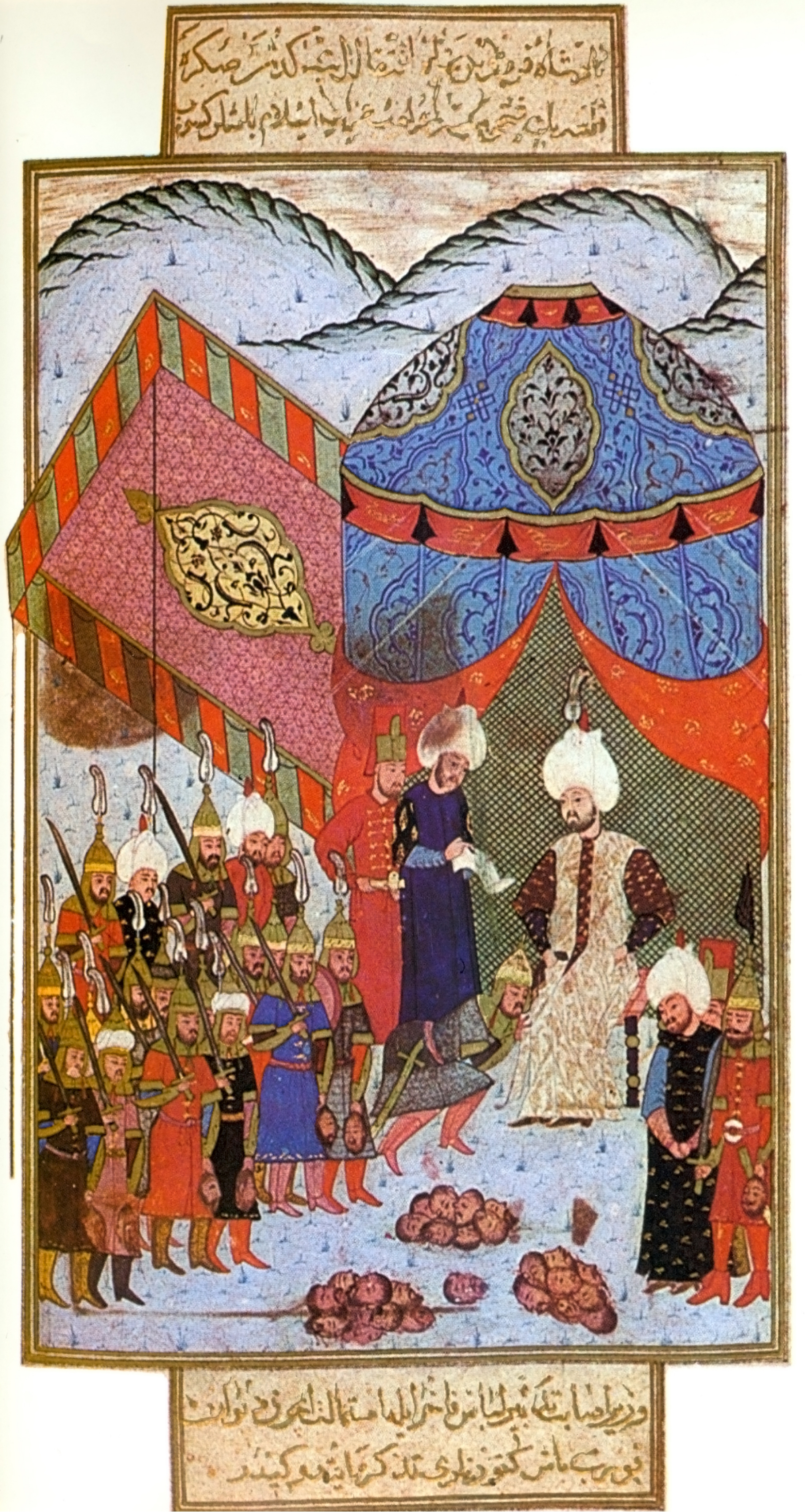
顯示戰後的分配獎賞之細密畫（16世紀）

1566年1月，蘇萊曼大帝進行了其統治帝國46年生涯中，最後一次參加戰役，此時他已然72歲，並已經痛风到了要用轿子抬的程度，但他仍名義上指揮了第十三次軍事行動。1566年5月1日，蘇萊曼率領他所指揮過最大的軍隊之一離開君士坦丁堡。他的對手是克羅埃西亞王國最大的土地所有者之一：尼古拉四世·茲林斯基，他是一名經驗豐富的邊境戰爭老兵，也是1542年至1556年間之克羅埃西亞皇家代表。他早年在維也納之圍中脫穎而出，並想追求一個成功的軍事生涯。
蘇萊曼的部隊歷經四十九天的行軍後，於6月27日抵達貝爾格勒。在這裡，他會見了約翰二世·齊格蒙特·扎波利亞，後者先前曾承諾要成為整個匈牙利的統治者。蘇萊曼在得知茲林斯基成功襲擊了鄂圖曼在希克洛什的營地後，決定推遲對埃格爾（德語：Erlau）的進攻，轉而進攻茲林斯基所在的锡盖特堡以除後患。

### 圍城
鄂圖曼之先鋒部隊在1566年8月2日抵達，守軍發動幾次成功的出擊，給鄂圖曼人造成相當大的損失。蘇萊曼於8月5日與其主力部隊到達。他將他的大帳篷設在西米列霍夫山，以便觀察戰況的變化，之後他留在帳篷中，隨時接聽他的大維齊爾索庫魯·穆罕默德帕夏那里收到口头的战斗进展报告，而後者為真正指揮鄂圖曼軍隊的人。
茲林斯基很快就發現自己被一支至少有15萬名大軍和強大火砲之敵軍包圍，在此之前，前者已經集結了大約2300名克羅埃西亞和匈牙利士兵，包括他自己的私人部隊，及朋友與盟友（主要是加什帕爾·阿拉皮奇伯爵和米克盧什·科巴克中尉、佩塔爾·帕塔契奇和武克·帕普魯托維奇）的部隊。其中，大部分守軍由克羅埃西亞人組成，而在士兵和领导层中都有重要的匈牙利人代表。
錫蓋特堡由舊城、新城與城堡組成，每個部分都透過橋樑來聯繫其他部分，並透過堤路與陸地流通。雖然它不是建在特別高的地方，但它佔據了今天城堡大部分區域的內城，且並沒有被進攻者直接攻入，这是因为在对内堡发动最后的攻击之前，必须先攻占并保住另外两个堡郭。
當蘇丹出現在要塞前時，他看到牆上掛滿紅布，仿佛是为了迎接节日的到来，隨後一門門大砲轟隆隆地响起，迎接這位強大的戰爭君主。圍攻始於8月6日，當時蘇萊曼下令全軍出擊，但都被擊退。儘管守軍人手不足，而且對方有大幅人數優勢，但它們並沒有請求維也納派出哈布斯堡帝國部隊增援。
經過一個多月精疲力竭和血腥抗爭之後，剩下的幾名守軍退入旧城區進行最後的抵抗。蘇丹試圖誘使茲林斯基投降，並在最後允許他在鄂圖曼帝國的控制下繼續統治克羅埃西亞，茲林斯基沒有作任何回應並繼續戰鬥。此時馬克西米利安二世與八萬大軍就駐紮在焦爾附近，但是他並沒有派出軍隊支援錫蓋特堡。
很快地，城堡陷落之日似乎指日可待，但是鄂圖曼最高統帥部卻一直猶豫不決。到了9月6日，蘇萊曼大帝在他的帳篷內駕崩，然而他的死訊只有核心成員知道，並且被極力隱瞞，他們擔心，如若鄂圖曼軍隊在知道蘇丹駕崩的消息後而影響軍心，所以他的死訊被保密了48天。在這期間，一名信使從營地派去給蘇萊曼的繼任者塞利姆二世消息，這位信使甚至在這短短八天內傳遞給遙遠的小亞細亞的路途期間都可能不知道訊息內容為何。

### 最終之戰
最後的進攻在9月7日，也就是蘇萊曼駕崩後的第二天開始，此時要塞的牆壁已经被炸药开采成了废墟，其墙角上佈滿了柴火。當天早上，小型武器、「希臘火」開始集中火力全面進攻：根據羅伯特·威廉·弗雷澤的說法，在圍攻期間，有超過一萬顆大型砲彈被射入堡壘。不久，锡盖特堡的最後一個堡壘被烧毁，其煤渣落入伯爵的公寓。

鄂圖曼軍隊蜂拥而至，击鼓呐喊，穿城而过。茲林斯基則準備對他的部隊進行最後一次沖鋒：
......讓我們從這個烈焰沖天的地方衝到外面，走到空旷的地方，站起来面对我们的敌人。誰死了，他將與上帝同在；誰不死，他的名字將被尊崇。我將一馬當先，我做什麼，你們就做什麼。上帝就是我的見證：因為我永遠不會離開你們，我的兄弟和騎士們！......
茲林斯基不允許鄂圖曼人在最終之戰中攻入城堡。當鄂圖曼人沿著一座狹窄的橋樑向前推進時，守軍突然打開大門，用一枚裝滿碎鐵的大型迫擊砲反擊，殺死了600名攻擊者。隨後茲林斯基下令衝鋒，率領剩餘的600名士兵衝出城堡，然他的胸部有兩處被火槍擊傷，不久後頭部中箭身亡。他的一些部隊在最後退入城堡中。
最終鄂圖曼人佔領了城堡，殺死了大部分守軍。少数被俘的禁衛軍被钦佩其勇气而被放过，而只有七名守軍設法穿過奧斯曼防線並逃脫。之後茲林斯基的屍體被斬首，一些人認為他的頭顱被穆罕默德帕夏送到了布丁省的索庫魯·穆斯塔法帕夏那裏，或者送給新任蘇丹塞利姆二世。但最終，其子朱拉伊·茲林斯基、博迪薩·巴蒂亞尼和費倫茨·塔西於1566年9月，將這顆頭顱埋在克羅埃西亞申科維克的斯維塔耶萊娜的寶琳修道院。他的遺體則被一個曾經被他俘虜並被被善待過的鄂圖曼人體面地埋葬起來。

### 火藥庫的爆炸
在帶領城堡駐軍進行最後一次出擊之前，茲林斯基曾下令點燃火藥庫的導火索：這是否有發生至今仍是個爭議。在消滅了最後的守軍後，圍攻者湧入要塞，爾後鄂圖曼軍隊進入锡盖特堡的廢墟後，意外地闖入了诱杀装置；當城堡火藥庫爆炸時，数千人在該爆炸中丧生。
大維齊爾的生命是被兹林斯基的一个家人所救，他在大維齊爾和他的部队搜寻宝藏并审问幸存者时告知了这个陷阱的存在。後來當他向犯人詢問寶物時，他回應說早就用光了，但他們腳下有3000磅火藥，上面連著一根慢火柴。大維齊爾和他的騎兵在爆炸前立刻逃離，但有3000名鄂圖曼人在爆炸中喪生。

## 後續

在該戰役之後，鄂圖曼帝國便開始往匈牙利、克羅埃西亞地區繼續擴張（1571年初）

最終之战后，兹林斯基的守军几乎全军覆没。，而鄂圖曼軍隊也是損失慘重：據說有3位帕夏、7000名禁衛軍與28000之若干士兵喪生。具體數字因消息來源而異，估計在20000至35000人之間。
戰鬥結束後，大維齊爾以蘇丹的名義偽造勝利公告，該宣布對於蘇萊曼目前的狀況，使他無法繼續發動成功的行動而感到遺憾。隨後他的遺體被送回君士坦丁堡，而其核心圈子則繼續假裝與他保持聯繫。據鄂圖曼消息來源稱，此等假象被維持了三個禮拜，為了以防萬一，就連蘇丹的私人醫生也被勒死。
長途漫漫的跋涉與圍攻很可能對蘇萊曼的健康狀況產生不良影響，而他的死也將意味著任何進展都會被推遲，因為大維齊爾將不得不返回君士坦丁堡，參加新蘇丹塞利姆二世的繼任儀式。即使蘇萊曼最終還是活了下來，他的軍隊也無法在锡盖特堡淪陷與冬季來臨之間的短暫時間內取得太大的成就，圍攻锡盖特堡導致的長期消耗也讓鄂圖曼帝國再次延遲進攻維也納的時間。
之後，馬克西米利安皇帝派出了兩名大使：克羅埃西亞人安通·弗蘭契奇和史泰利亞人克里斯托夫·特芬巴赫，他們在1567年8月26日到達君士坦丁堡，並在那裏受到了塞利姆二世的熱情款待。在與索庫魯·穆罕默德帕夏（又稱穆罕默德帕夏·索科洛維奇，因為他最初來自於波士尼亞）進行了五個月的談判後，最終在1568年2月17日達成了奧地利與鄂圖曼之間的停戰協議。隨後阿德里安堡條約於同年2月21日簽署。蘇丹塞利姆二世同意為期八年之休戰，儘管該協議實質上讓倆帝國之間實現了長達25年的（相對）和平，直到十三年戰爭爆發。休戰條件為馬克西米利安皇帝需每年繳納30000杜卡特。

## 藝術方面之遺產和描繪

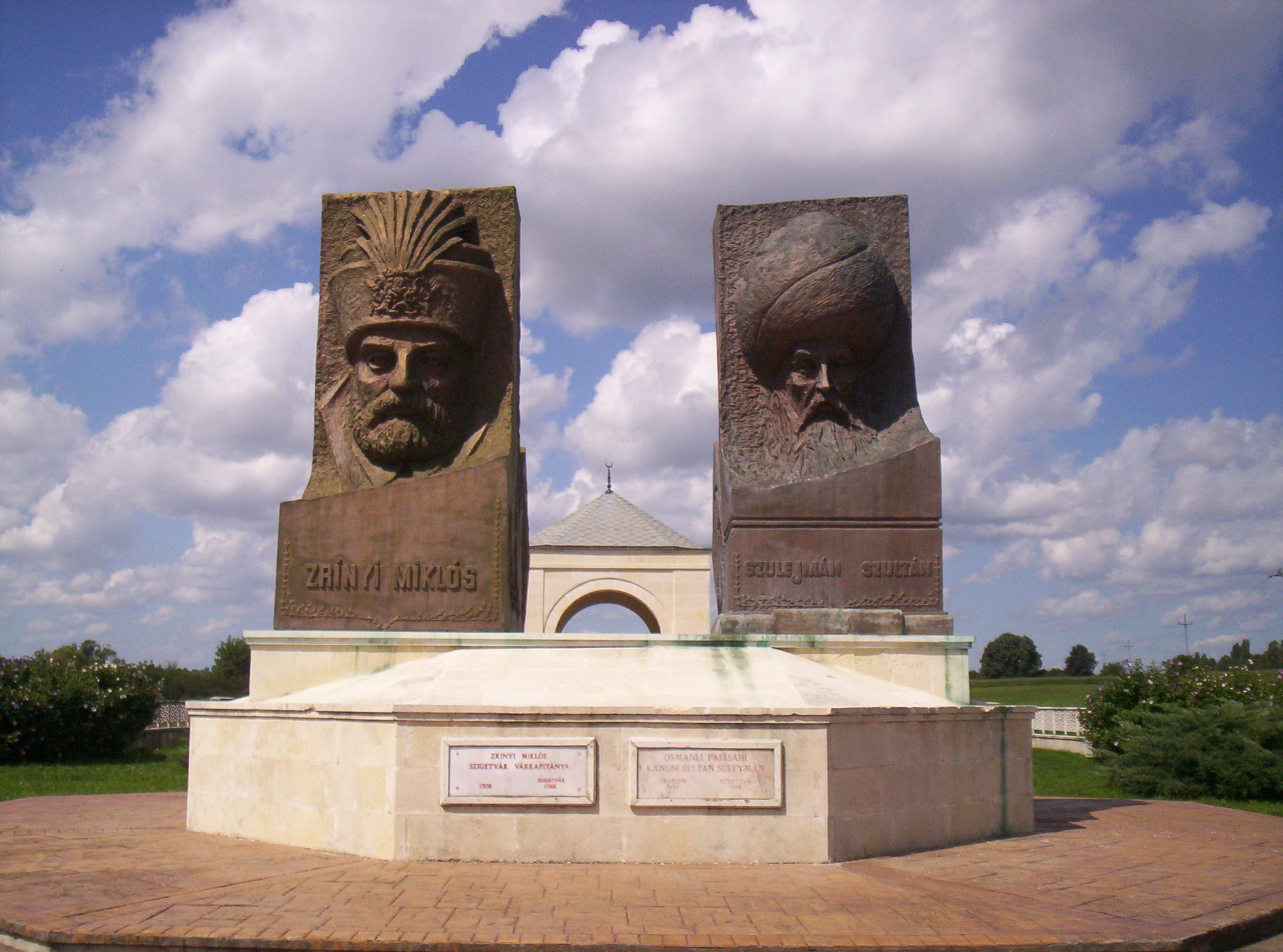
锡盖特堡匈牙利-土耳其友好公園中的尼古拉·舒比奇·茲林斯基（左）與蘇萊曼大帝（右）之頭部雕塑

來自札達爾的文藝復興克羅埃西亞詩人兼作家布爾內·卡納魯蒂奇在1573年的某個時候寫了《錫蓋特之城》，該作品在他1584年死於威尼斯後出版。這是第一部涉及民族歷史和錫蓋特堡戰役的克羅埃西亞歷史史詩，其靈感來自於馬爾科·馬魯利奇的《Judita》，後者又受到了聖經《友弟德傳》的啟發。
該戰役也在匈牙利史詩《錫蓋特之圍》中永垂不朽，它是由茲林斯基的曾孫尼古拉七世·茲林斯基（他同時是克羅埃西亞皇家代表）在1647年出版，並分成十五個部分。這是匈牙利最早的相關史詩之一，靈感同樣來自於馬魯利奇的Judita，著名藝術史學家肯尼斯·克拉克將錫蓋特之圍列為 17 世紀的主要文學成就之一。儘管作者和茲林斯基家族的其他成員是鄂圖曼人的死敵，但這首史詩從未將他們妖魔化，鄂圖曼人被描繪成人類，韃靼人德利曼和蘇丹之女兒庫米拉之間的愛情故事交織在主要情節中。隨後，尼古拉七世·茲林斯基的兄弟佩塔·茲林斯基用克羅埃西亞語出版了《奧普西達·西格卡》（1647-48年）——對於會雙語的茲林斯基家族而言，這並不奇怪。
另一位克羅埃西亞貴族戰士兼作家帕沃·里特·維特佐維奇也寫下了這場戰役，其作品《在錫蓋特告別》在1684年首次出版：他在沒有怨恨或為複仇而哭泣的情況下回憶了這一事件。其作品中四個章節的最後一個章節為「墓碑」，內容包括在攻城戰期間戰死的克羅埃西亞和鄂圖曼戰士之墓誌銘，給予兩者同等的尊重。
德國詩人西奧多·科爾納在1812年寫了一部攸關這場戰役的作品《茲里尼》；之後1876年，伊萬·扎伊茨的歌劇《尼古拉·舒比奇·茲林斯基》是他在克羅埃西亞最著名、最受歡迎的歌劇作品：這兩者都敘述了克羅埃西亞人如何英勇地對抗鄂圖曼人，而這些作品也隱喻了哈布斯堡君主國內的民族主義衝動。茲林斯基在情節中被描繪成一位16世紀的克羅埃西亞英雄，在錫蓋特堡被圍攻時，他與他的家人和親密支持者共同摧毀了幾次鄂圖曼入侵者，最後英勇犧牲。其中，該歌劇有個著名的愛國詠嘆調「戰鬥，戰鬥」。

### 註腳
1. ↑  Kohn (2006), p. 47.
2. ↑  Lázár and Tezla (1999), p. 70.
3. 1 2  Timothy Hughes Rare & Early Newspapers （页面存档备份，存于）, Item 548456. Retrieved 1 December 2009.
4. 1 2 3 4 5 6 7 8  Lieber (1845), p. 345.
5. 1 2 3 4 5 6  Wheatcroft (2009), pp. 59–60.
6. 1 2 3 4 5 6 7 8 9 10 11  Turnbull (2003), p. 57.
7. 1 2 3 4 5 6 7 8 9 10 11 12 13 14  Shelton (1867), pp. 82–83.
8. ↑  Elliott (2000), p. 117.
9. ↑  .   [2019-11-28]. （原始内容存档于2019-11-28）.
10. 1 2  Tait (1853), p. 679.
11. 1 2 3 4 5 6 7  Coppée (1864), pp. 562–565.
12. 1 2 3 4 5  Turnbull (2003), p. 56.
13. 1 2  Corvisier and Childs (1994), p. 289
14. 1 2 3 4 5 6 7  Turnbull (2003), pp. 49–51.
15. 1 2 3 4  Turnbull (2003), p. 55.
16. 1 2 3 4 5 6  Cornis-Pope and Neubauer (2004), pp. 518–522.
17. ↑  Turnbull (2003), p. 49
18. ↑  Milan Kruhek: Cetin, grad izbornog sabora Kraljevine Hrvatske 1527, Karlovačka Županija, 1997, Karlovac
19. ↑  R. W. Seton -Watson:The southern Slav question and the Habsburg Monarchy page 18
20. 1 2  Turnbull (2003), pp. 55–56.
21. ↑  Ágoston and Alan Masters (2009), p. 583
22. 1 2 3 4  Turnbull (2003), p. 52.
23. ↑  Krokar Slide Set #27, image 42
24. ↑  Setton (1991), pp. 845–846.
25. ↑  Sakaoğlu (1999), pp. 140–141.
26. ↑  . Mikszáth Kiadó. 2003: 29  [2022-05-12]. （原始内容存档于2022-04-07）. Gašpar Alapić (maď. Alapi Gáspár): bliski rodak Nikole Zrinskog, suprug njegove sestre, tj. bio je šogor (šurjak) Zrinskog, zamjenik kapetana Sigeta, koji je preživjeo opsadu i zauzeće Sigeta ... Mikloš Kobak (maď. Kobak Miklós), Petar Patačić (maď. Patatics Péter, vjerojatno zbog lošeg prijepisa Budine), Vuk Paprutović (maď. Papratovics Farkas, vjerojatno zbog lošeg prijepisa Budine) bili su poručnici, odnosno vojvode Nikole Zrinskog.
27. 1 2  Perok (1861), pp. 46–48.
28. 1 2  Roworth (1840), p. 53.
29. 1 2  Pardoe (1842), p. 84.
30. ↑  Paul Lendvai; (2004) The Hungarians: A Thousand Years of Victory in Defeat p. 94-100 Princeton University Press, ISBN 0691119694
31. 1 2  Hrvoje Petrić.  [Nikola IV. Šubić Zrinski: About 450th anniversary of his death and proclaiming of 2016 the year of Nikola Šubić Zrinski]. Hrvatska revija (Zagreb: Matica hrvatska). 2017, (3): 29–33  [3 July 2020]. （原始内容存档于2022-06-24） （克罗地亚语）.
32. 1 2  Walton, Jeremy F. . History and Anthropology (Routledge). 2019, 30 (4): 434–447. doi:10.1080/02757206.2019.1612388 .
33. ↑  Sakaoğlu, Necdet. . Oğlak Yayıncılık ve Reklamcılık. 2001: 141. ISBN 978-975-329-299-3.
34. ↑  Dupuy (1970), p. 501.
35. 1 2  Nafziger & Walton (2003), p. 105
36. 1 2 3  Elliott (2000), p. 118.
37. 1 2 3  Setton (1984), pp. 921–922.
38. 1 2 3 4  Karnarutić (1866), pp. 1–83.
39. 1 2  Lökös, István.  [A Contribution to the Hungarian Reception of Marulić’s Works]. Colloquia Maruliana. April 1997, 6  [3 December 2009]. （原始内容存档于2021-11-23） （克罗地亚语）.
40. 1 2  Anzulovic (2000), p. 57.
41. 1 2 3  Anzulovic (2000), pp. 57–58.
42. 1 2 3  Rockwell, John. . The New York Times. 29 April 1986  [3 December 2009]. （原始内容存档于2022-01-03）.

### 文獻
- Ágoston and Alan Masters, Gábor and Bruce. . Infobase Publishing. 2009. ISBN 978-0-8160-6259-1.
- Anzulovic, Branimir. . Pluto Press Australia. 2000. ISBN 978-1-86403-100-3.
- Coppée, Henry.  2. New York: C. B. Richardson. 1864.
- Cornis-Pope and Neubauer, Marcel and John. . Amsterdam/Philadelphia: Jonh Benjamins Publishing Company. 2004. ISBN 90-272-3452-3.
- Corvisier, André; Childs, John. . Wiley-Blackwell. 1994  [2022-05-10]. ISBN 978-0-631-16848-5. （原始内容存档于2021-12-14）.
- Dupuy, R. Ernest; Dupuy, Trevor. . New York: Harper & Row. 1970. ISBN 0-06-011139-9.
- Elliott, John Huxtable. . Wiley-Blackwell. 2000. ISBN 978-0-631-21780-0.
- Fine, John Van Antwerp. . Michigan: The University of Michigan Press. 1994. ISBN 0-472-08260-4.
- Karnarutić, Brne. . Zagreb: Narodna tiskarnica. 1866 （克罗地亚语）.
- Kohn, George C. (编).  Third. Infobase Publishing. 2006. ISBN 978-0-8160-6577-6 （英语）.
- Krokar, James P. (DePaul University) (1997) The Ottoman Presence in Southeastern Europe, 16th–19th Centuries: A View in Maps, Chicago: The Newberry Library. viewable online （页面存档备份，存于）
- Lázár, István; Tezla, Albert.  6th. Budapest: Corvina Books. 1999. ISBN 978-963-13-4887-3 （英语）.
- Lieber, Francis.  13. Philadelphia: Columbia University Library. 1845.
- Nafziger & Walton, George F. & Mark W. . Greenwood Publishing Group. 2003. ISBN 978-0-275-98101-3.
- Pardoe, Julia.  3. London: Princeton University Library. 1842.
- Perok, Slavomil. . Narodna tiskarnica L. Gaja. 1861 （克罗地亚语）.
- Roworth, C.  24. London: Black and Armstrong. 1840.
- Sakaoğlu, Necdet. . Oğlak Yayıncılık ve Reklamcılık. 2001. ISBN 978-975-329-299-3.
- Shelton, Edward. . London: Houlston and Wright. 1867.
- Setton, Kenneth Meyer.  IV. Philadelphia: The American Philosophical Society. 1984. ISBN 0-87169-162-0.
- Tait, William.  20. Edinburgh: Sutherland and Knox. 1853.
- Turnbull, Stephen R. . New York (USA): Osprey Publishing Ltd. 2003. ISBN 0-415-96913-1.
- Wheatcroft, Andrew. . Basic Books. 2009. ISBN 978-0-465-01374-6.

## 更多資訊
- Fraser, Robert William. . A. & C. Black. 1854.

## 外部連結
- Hungarian epic poem "Peril of Sziget", written by Nicholas VII Zrinski （页面存档备份，存于） （匈牙利語）
- Nicholas Zrinski and Battle of Szigeth （页面存档备份，存于） （克羅埃西亞語）